# Impératrice Xiao Zhen Chun
L'impératrice Xiao Zhen Chun (孝洁肃皇后陈氏), née le 6 août 1450 dans le xian de Daming et morte le 23 mars 1518 à Pékin, est une impératrice consort chinoise de la dynastie Ming, mariée à l'empereur Chenghua.